# گوران ماکسیموویچ
گوران ماکسیموویچ (سیریلیک صربی: Горан Максимовић؛ زادهٔ ۲۷ ژوئیهٔ ۱۹۶۳) تیرانداز اهل یوگسلاوی بود.و سرمربی سابق تیم ملی تیراندازی تفنگ جمهوری اسلامی ایران می باشد.